# Iglesia de la Asunción (Cubla)
La iglesia de la Asunción es un templo católico situado en la localidad aragonesa de Cubla (España). En 2002 fue declarado Bien Catalogado. Data de circa 1600 y es de estilo gótico-renacentista.
Se trata de una construcción de mampostería con sillar en los elementos principales. Presenta nave única con capillas laterales entre contrafuertes y cabecera poligonal con capilla axial; tiene torre adosada a los pies.
La nave consta de cuatro tramos cubiertos con bóvedas de crucería estrellada de complejo diseño, separadas por fajones que apean en pilastras poco resaltadas; cuenta con coro alto a los pies. Las capillas laterales abren en arco de medio punto y se cubren con bóvedas de crucería estrellada. La cabecera se cubre, así mismo, con bóveda de crucería estrellada, y cuenta con una capilla en el eje y dos estancias laterales, quedando el volumen poligonal envuelto al exterior, por uno recto de menor altura; la capilla axial se cubre con bóveda de cañón decorada con casetones con florones, al igual que el intradós del arco de acceso que fue cegado al colocar el retablo mayor, realizándose actualmente el ingreso desde la estancia del lado derecho. La decoración es muy sobria, con superficies enlucidas y pintadas sobre las que destacan la decoración de puntas de diamante de los fajones y dos cornisas molduras, una a la altura de las capillas y otra a la altura del arranque de las bóvedas de la nave.
En el exterior destaca la sobriedad de los paramentos, coronados por un alero de ladrillo en diente de sierra sobre ménsulas en voladizo. La portada, bajo arco cobijo cubierto con crucería estrellada, abre en arco de medio punto con intradós y jambas decorados con puntas de diamante y flanqueado por columnas estriadas con capiteles corintios, sosteniendo un entablamento decorado con caras y motivos vegetales sobre el que se disponen tres hornacinas coronadas por un frontón. La torre es de planta cuadrada y de cuatro cuerpos separados por cornisas molduradas de piedra; los dos últimos abren vanos en arco de medio punto, decorándose el superior, octogonal y de ladrillo, con azulejos.